# Seznam slovenských hráčů v NHL v sezóně 1999/2000
Seznam slovenských hráčů v NHL v sezóně 1999/2000 uvádí slovenské hokejisty, kteří v této sezóně hráli za některý tým v kanadsko-americké NHL.

| Tým                 | Věk | Hráč              | Post | Počet zápasů ZČ | Branky ZČ | Asistence ZČ | Body ZČ | Počet zápasů v play off | Branky v play off | Asistence v play off | Body v play off |
| ------------------- | --- | ----------------- | ---- | --------------- | --------- | ------------ | ------- | ----------------------- | ----------------- | -------------------- | --------------- |
| St. Louis Blues     | 25  | Pavol Demitra     | F    | 71              | 28        | 47           | 75      | Ne                      |                   |                      |                 |
| Buffalo Sabres      | 25  | Miroslav Šatan    | F    | 81              | 33        | 34           | 67      | 5                       | 3                 | 2                    | 5               |
| Los Angeles Kings   | 27  | Žigmund Pálffy    | F    | 64              | 27        | 39           | 66      | 4                       | 2                 | 0                    | 2               |
| Los Angeles Kings   | 27  | Jozef Stümpel     | F    | 57              | 17        | 41           | 58      | 4                       | 0                 | 4                    | 4               |
| Ottawa Senators     | 20  | Marián Hossa      | F    | 78              | 29        | 27           | 56      | 6                       | 0                 | 0                    | 0               |
| St. Louis Blues     | 22  | Michal Handzuš    | F    | 81              | 25        | 28           | 53      | 7                       | 0                 | 3                    | 3               |
| Florida Panthers    | 30  | Róbert Švehla     | D    | 82              | 9         | 40           | 49      | 4                       | 0                 | 1                    | 1               |
| St. Louis Blues     | 23  | Ľuboš Bartečko    | F    | 67              | 16        | 23           | 39      | 7                       | 1                 | 1                    | 2               |
| Washington Capitals | 31  | Peter Bondra      | F    | 62              | 21        | 17           | 38      | 5                       | 1                 | 1                    | 2               |
| Washington Capitals | 23  | Richard Zedník    | F    | 69              | 19        | 16           | 35      | 5                       | 0                 | 0                    | 0               |
| Tampa Bay Lightning | 26  | Róbert Petrovický | F    | 43              | 7         | 10           | 17      | Ne                      |                   |                      |                 |
| New York Islanders  | 22  | Zdeno Chára       | D    | 65              | 2         | 9            | 11      | Ne                      |                   |                      |                 |
| Pittsburgh Penguins | 20  | Róbert Döme       | F    | 22              | 2         | 5            | 7       | Ne                      |                   |                      |                 |
| St. Louis Blues     | 20  | Ladislav Nagy     | F    | 11              | 2         | 4            | 6       | 6                       | 1                 | 1                    | 2               |
| Nashville Predators | 22  | Richard Lintner   | D    | 33              | 1         | 5            | 6       | Ne                      |                   |                      |                 |
| Phoenix Coyotes     | 23  | Radoslav Suchý    | D    | 60              | 0         | 6            | 6       | 5                       | 0                 | 1                    | 1               |
| New York Islanders  | 22  | Vladimír Országh  | F    | 11              | 2         | 1            | 3       | Ne                      |                   |                      |                 |
| Vancouver Canucks   | 22  | Ľubomír Vaic      | F    | 4               | 0         | 0            | 0       | Ne                      |                   |                      |                 |
| Nashville Predators | 21  | Marián Cisár      | F    | 3               | 0         | 0            | 0       | Ne                      |                   |                      |                 |

- F = Útočník
- D = Obránce